# Sermaise, Maine-et-Loire

Sermaise este o comună în departamentul Maine-et-Loire, Franța. În 2009 avea o populație de 347 de locuitori.